# Borluut
Borluut was een Belgisch adellijk geslacht dat in 1946 uitstierf. Een tak behoorde tevens tot de Nederlandse adel, maar deze stierf uit in 1902.

## Geschiedenis

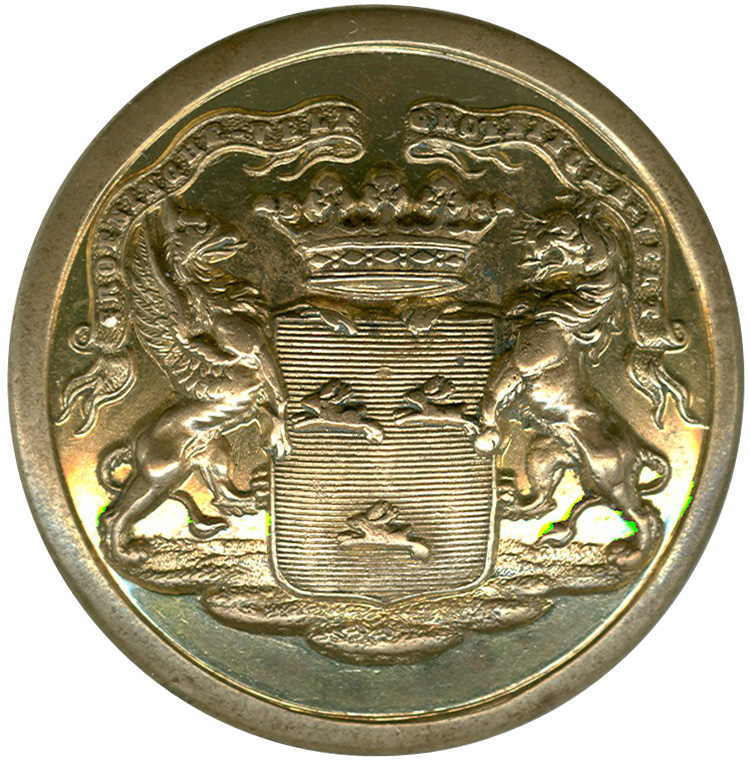
Wapen Borluut op livreiknoop

De familie Borluut had wortels die teruggaan tot de 13de eeuw. Het was een van de oudste families van Gent. Ze leverde bekende geestelijken, onder meer abten van de Sint-Baafsabdij, zoals Boudewijn die de 40ste abt was in 1223. Boudewijns' neef Gerlin was de 47ste abt, van 1320-1338. Elisabeth Borluut gaf rond 1424 met haar man Joos Vijd de opdracht om Het Lam Gods te maken.
In 1636 werd aan jonkheer Jacques Borluut de persoonlijke titel van ridder verleend. In 1640 kreeg jonkheer Jean Borluut dezelfde titel. Een andere afstammeling was François Xavier de Borluut de Noortdonck (1771-1857), verre verwant van de hierna volgenden, die in 1816 door Willem I in de adelstand werd bevestigd. Het benoemingsbesluit werd echter in 1819 ingetrokken, waarschijnlijk omdat de begunstigde weigerde of naliet gevolg te geven aan de vereiste formaliteiten.
Daarentegen aanvaardde Gaspard Borluut d'Hoogstraete (1763-1837) de adelsverheffing. Hij behoorde tot de groep die in 1816 door koning Willem I in de adelstand werd bevestigd. Hij was de zoon van jonkheer Alfons Borluut, heer van Hoogstraete, hoogpointer van de kasselrij Kortrijk onder het ancien régime.
De broer van Gaspard, Emmanuel Borluut (1768-1840), verkreeg in 1822 adelserkenning en werd in 1829 in de ridderschap van Oost-Vlaanderen opgenomen. Hij bleef verder, na 1830, tot de Belgische adel behoren. Hij was getrouwd met Marie-Amélie van der Bruggen (1772-1849). Ze hadden vier kinderen, onder wie François Borluut (1799-1883) die twee zonen had: Leon Borluut (1834-1861) en Raymond Borluut (1837-1876). Met hen doofde ook deze tak in mannelijke lijn uit.

## De Kerchove d'Exaerde Borluut
De dochter van Balthazar Borluut (Nederlands) gravin Marie Borluut d'Hoogstraete (1848-1889) trouwde met jonkheer Alfred de Kerchove d'Exaerde (1846-1917). Hun zoon, baron Robert de Kerchove d'Exaerde (1876-1954), die burgemeester van Wuustwezel werd, bekwam bij Regentsbesluit van 16 augustus 1948 de toelating om de naam 'Borluut' bij de zijne en die van zijn kinderen te voegen, als laatste afstammelingen van de oudste tak Borluut.
Deze familie is in mannelijke lijn uitgestorven met de dood van de laatste naamdrager, legeraalmoezenier baron Thierry de Kerchove d'Exaerde Borluut (1906-1992).

## De Bousies Borluut
De achterkleindochter van Emmanuel Borluut, jkvr. Lucie Borluut (Gent 1867 - Brussel 1946), dochter van jhr. Raymond Borluut, was de laatste van haar familietak. Ze trouwde in 1889 met graaf Baudouin de Bousies (Mons 1859 - Brussel 1921). Hij kwam zich in de familie-eigendommen van de Borluuts vestigen en werd burgemeester van Hansbeke. Het gezin kreeg twee dochters en een zoon.
Deze laatste, Antoine de Bousies (Gent 1897 - Gstaad 1969), in 1923 getrouwd met gravin Anne de Hemricourt de Grunne, verkreeg bij Regentsbesluit van 16 augustus 1948 de toelating om de naam 'Borluut', naar zijn moeder als laatste van de jongste tak van dit geslacht, in zijn familienaam op te nemen.
Hij was eveneens burgemeester van Hansbeke en speelde daarnaast ook een rol in Brussel, als voorzitter van de 'Concert Noble' en als bestuurslid van de Vereniging van de Adel. Het echtpaar had twee dochters en twee zonen, Wauthier en Baudouin.
Graaf Wauthier de Bousies Borluut (1924-1981) trouwde achtereenvolgens met prinses Françoise de Mérode (1919-1972) en prinses Philippine de Mérode (°1944) en had twee zonen uit het tweede huwelijk, geboren in 1973 en 1975. De zoon uit het eerste huwelijk is overleden.
Graaf Baudouin de Bousies Borluut (1929-2024), voormalig burgemeester van Hansbeke, was getrouwd met Anne du Roy de Blicquy (°1950) en ze hebben drie zoons, geboren in 1982 en 1984.
De familie Borluut had het Kasteel Borluut en het kasteel van Hansbeke in bezit. Het laatste was nog steeds familie-eigendom van graaf Boudewijn de Bousies.

## Nederlandse tak De Borluut d'Hooghstraete

Familiewapen van Borluut

Van de zes kinderen van Gaspard Borluut d'Hoogstraete (1763-1837) trouwde alleen jonkheer Balthazar Borluut d'Hoogstraete (1802-1878). Hij bleef Nederlander na 1830 en zou in 1847 van Willem II voor hem en al zijn nakomelingen de titel van graaf hebben verkregen. Deze tak stierf in 1902 met zijn jongste dochter uit bij gebrek aan mannelijke nakomelingen.

## Bekende telgen
- Jan Borluut (1250-1306), was een Gents patriciër
- Frans Gisleen Borluut

## Voetnoot
1. ↑  De Nederlandse adel (1989), p. 38 vermeldt dat het betreffende Koninklijk Besluit bij de Hoge Raad van Adel onbekend is. Het NA (1990-1991) meldt het Koninklijk Besluit in de inleiding tot het geslacht maar tussen vierkante haken en geeft de titels van graaf/gravin vervolgens niet. Ook Duerloo/Janssens vermelden dit Koninklijk Besluit niet. Op de achtste adelslijst is dit Koninklijk Besluit evenmin vermeld.